# エトゥンビ
エトゥンビ（Etoumbi）はコンゴ共和国の北西部、西キュヴェト県（Cuvette-Ouest）にある町。人口は10,631人（2023年国勢調査速報結果）。

## 概要
首都のブラザヴィル（Brazzaville）から640km北で、西のガボンとの国境から100kmほど離れている。住民の多くは近くの森林で狩りをして生活をたてている。

## その他
エトゥンビは近年になってエボラ出血熱が発生した4ヶ所の一つで、感染のきっかけは住民が森で見つけた死獣（チンパンジー）を食べたためと見られている。2003年の発生では120人が死亡した。2005年5月の発生の際（12人が発症、うち9人が死亡、1人がエボラ出血熱と確定）には近くの町ンボモ（Mbomo）と共に周辺地域との交通が遮断された。